# Piazza Garibaldi (Massa)
Piazza Garibaldi è una delle piazze di Massa.

## Storia
La piazza è stata costruita nel 1862 insieme al viale che inizia dal Teatro Guglielmi e giunge alla stazione ferroviaria ideato per collegare la città alla Ferrovia Pisa-La Spezia-Genova. Un tempo il luogo dove sorge la piazza era situato al di fuori del centro cittadino e atto alla coltivazione.

## Descrizione
La piazza è posta tra Viale Eugenio Chiesa e il trivio stradale costituito da Via Marina Vecchia, Viale Roma e Viale della Stazione, sempre ai lati della piazza giungono Via Acquedotto Estense e Via dei Mille, che conduce sull'Aurelia.
La piazza prende il nome dalla statua marmorea di Giuseppe Garibaldi posta al centro di essa su di un piedistallo, la piazza è sempre stata adibita a luogo di passeggio e di riposo.
Oltrepassato il Viale Eugenio Chiesa ha sede la secentesca Chiesa della Madonna della Misericordia con la bella facciata rivolta sulla piazza. Un lato della piazza è occupato dalla Sede della Banca d'Italia, il palazzo è stato chiuso il 9 novembre 2008 in seguito alla chiusura della Banca d'Italia nel capoluogo apuano.